# Juegos Mundiales de Playa
Los Juegos Mundiales de Playa son un evento internacional multideportivo organizado por la Asociación de Comités Olímpicos Nacionales (ANOC). Se llevan a cabo cada dos años. Se planeó que la primera edición se llevara a cabo en San Diego, Estados Unidos, del 10 al 15 de octubre de 2019, pero luego se trasladó a Doha, Catar después de que San Diego no recaudó los fondos necesarios.

## Historia
El 14 de junio de 2019, ANOC anunció a Catar como el anfitrión de los Juegos Mundiales de Playa de 2019 debido a sus "ubicaciones espectaculares frente al mar". El evento se llevó a cabo del 12 al 16 de octubre.
La segunda edición de los Juegos,  estaba prevista para disputarse en 2021, pero la pandemia de COVID-19 impediría llevar a cabo la competencia. Luego en 2023, surgiría un nuevo imprevisto para celebrar la segunda edición de los Juegos, debido a la retirada del anfitrión.

## Ediciones
| Edición | Año  | Ciudad | País      | Inaugurado por | Fecha de inicio  | Fecha de cierre  | Nª de naciones   | Competidores     | Deportes | Eventos | Campeón del medallero | Ref.  |
| ------- | ---- | ------ | --------- | -------------- | ---------------- | ---------------- | ---------------- | ---------------- | -------- | ------- | --------------------- | ----- |
| I       | 2019 | Doha   | Catar     |                | 12 de octubre    | 16 de octubre    | 97               | 1.237            | 13       | 32      | España                | [ 8 ] |
| II      | 2023 | Bali   | Indonesia |                | 24 de septiembre | 30 de septiembre | Evento cancelado | Evento cancelado |          |         |                       |       |

## Deporte
|                 |  |      |   |  |  |
| Ciclismo BMX    |  | UCI  |   |  |  |
| Carrera BMX     |  | UCI  |   |  |  |
|                 |  |      |   |  |  |
| Balonmano playa |  | IHF  | 2 |  |  |
|                 |  |      |   |  |  |
| Kata            |  | WKF  | 2 |  |  |
|                 |  |      |   |  |  |
| Búlder          |  | IFSC | 2 |  |  |
|                 |  |      |   |  |  |
| Acuatlón        |  | ITU  | 3 |  |  |
| Baloncesto 3x3  |  | FIBA | 2 |  |  |
|                 |  |      |   |  |  |
| Total           |  |      |   |  |  |